# 孟養浩
孟養浩（1559年—1621年），字義甫，號五岑，湖廣武昌府咸寧縣人，軍籍，明朝政治人物，萬曆進士，官給事中，因疏救李獻可去職。光宗即位，起為太常寺少卿，官至南京户部侍郎。

## 生平
萬曆十年（1582年）壬午科湖廣鄉試第五名。萬曆十一年（1583年）聯捷癸未科會試第三十名，三甲一百五十四名進士。都察院觀政，本年授行人。十六年擢兵科給事中，十九年升禮科右，本年主考福建，遷户科左給事中。神宗嚴譴李獻可，養浩疏諫，神宗大怒，錦衣衞杖之百，削籍為民，永不敍用，內外交章勸阻方止。
光宗立，起為太常寺少卿，不久再升南京都察院右佥都御史提督操江。天啓元年（1621年）八月升南京户部右侍郎兼右佥都御史总督粮储，未上任卒，賜祭葬。《明史》有傳。

## 家族
曾祖孟琢，曾任壽官；祖父孟文英；父孟機。母余氏。慈侍下。

## 延伸阅读
[在维基数据编辑]
 《明史卷二百三十三》，出自《明史》